# Perlino
Perlino (kaszb. Perlëno lub też Përlëno, niem. Perlin)  – wieś kaszubska w Polsce położona w województwie pomorskim, w powiecie wejherowskim, w gminie Gniewino. Wieś jest siedzibą sołectwa Perlino w którego skład wchodzą również Perlinko i Perlino-Wybudowa.
Obecnie oprócz gospodarstw rolnych znajduje się tu wiele prywatnych domków letniskowych, dwa sklepy wielobranżowe, przystanek PKS, mleczarnia. Miejscowość sąsiaduje z jeziorem Choczewskim.
W latach 1975–1998 miejscowość administracyjnie należała do województwa gdańskiego.